# 空中特異現象調査局
空中特異現象調査局（くうちゅうとくいげんしょうちょうさきょく、DIFAA:The Anomalous Aerial Phenomenon Research Department）とは、ペルー空軍に設置される、未確認飛行物体などの特異現象を調査する機関。
2001年に新設されて2008年に閉鎖されたが、2013年、目撃情報の頻発を受けて、再度、復活する予定となった。リマの "Dirección Nacional de Intereses Aero Espaciales" (DINAE) 内に設置される。DIFAAは、未確認飛行物体（UFO）の目撃情報などについて調査する目的があり、こうした現象が発生する頻度や場所や時刻などを分析する。構成員は、空軍職員ほか社会学者、考古学者、天文学者らが集められる。また、この調査局と似た機関は、ブラジル、アルゼンチン、チリなどのペルー周辺国にも設置されている。